# 中华人民共和国人力资源和社会保障部
中华人民共和国人力资源和社会保障部，规范化简称人力资源社会保障部，亦简称人社部，是中华人民共和国国务院主管人事行政和劳动行政的组成部门。
人力资源社会保障部主要负责统筹拟订人力资源管理和社会保障政策，健全公共就业服务体系，完善劳动收入分配制度，组织实施劳动监察等工作。人力资源社会保障部是依据2008年3月第十一届全国人民代表大会第一次会议通过的《关于国务院机构改革方案的决议》，在原人事部和原劳动和社会保障部的基础上所设立的。

## 沿革
1949年10月，中央人民政府设立政务院人事局、中央人民政府劳动部。到1950年，中央人民政府人事部成立，安子文任部长。1954年撤销中央人民政府人事部，成立国务院人事局。1959年撤销国务院人事局，成立内务部政府机关人事局，作为内务部内设机构。
“文化大革命”期间，中华人民共和国内务部撤销，有关人事方面的工作移交中共中央组织部办理。1978年3月，成立民政部政府机关人事局。1980年，国务院决定将民政部政府机关人事局与国务院军队转业干部安置工作小组办公室合并成立国家人事局，为国务院直属机构。
1949年9月的中央人民政府劳动部，李立三任部长。此后，几经变动。1954年9月，中华人民共和国劳动部成立。1970年6月，中央决定劳动部并入国家计划委员会，改为国家计划委员会劳动局，作为国家计委的内设机构。1975年9月，国务院决定将劳动工作从国家计委分出，成立国家劳动总局。
1982年之后，随着经济体制的逐步转变，涉及人事与劳动的机构几经调整，先合后分，以更好地适应社会主义市场经济的需求。
中共十三届三中全会之后，确立了经济建设为中心的指导思想，机构的设置与经济发展密切关联。到1982年，政府机构设置量达到最高峰。从此之后开始了五轮的政府部门精简改革，分别是在1982年、1988年、1993年、1998年和2003年。在这个过程中，与人、工作有关的机构开始了几次调整。1982年5月，国家劳动总局、国家人事局、国家编办和国务院科技干部局合并成立劳动人事部，赵守一任部长。1988年，根据国务院机构改革方案，劳动人事分离，并分别充实了其他功能后成立了人事部、劳动部，将原国家科委科技干部局并入人事部，适应党政分开和干部人事制度的改革，推行国家公务员制度，强化政府的人事管理职能。1998年国务院机构改革中，在劳动部基础上组建了劳动和社会保障部，把当时由劳动部管理的城镇职工社会保险、人事部管理的机关事业单位社会保险、民政部管理的农村养老保险、各行业部门统筹的养老保险以及卫生部门管理的公费医疗，统一由劳动和社会保障部管理，建立起统一的社会保险行政机构。
2008年3月15日，第十一届全国人民代表大会第一次会议通过《第十一届全国人民代表大会第一次会议关于国务院机构改革方案的决定》，批准《国务院机构改革方案》。方案规定：“组建人力资源和社会保障部。将人事部、劳动和社会保障部的职责整合划入人力资源和社会保障部。组建国家公务员局，由人力资源和社会保障部管理。不再保留人事部、劳动和社会保障部。”
2020年8月31日，根据国家发展改革委《关于全面推开行业协会商会与行政机关脱钩改革的实施意见》（发改体改〔2019〕1063号）、《关于做好全面推开全国性行业协会商会与行政机关脱钩改革工作的通知》（联组办〔2019〕2号），原由人社部主管的中国就业促进会等4家行业协会（商会）与人社部分离，依法直接登记、独立运行，剥离行政职能，不再设置业务主管单位；取消对其的直接财政拨款，通过政府购买服务等方式支持其发展。
2023年3月11日，第十四届全国人民代表大会第一次会议通过《第十四届全国人民代表大会第一次会议关于国务院机构改革方案的决定》，批准《国务院机构改革方案》。方案规定：“将科学技术部的负责引进国外智力工作职责划入人力资源和社会保障部，在人力资源和社会保障部加挂国家外国专家局牌子。”

## 职责
根据《人力资源和社会保障部职能配置、内设机构和人员编制规定》，人力资源社会保障部承担下列职能：
1. 拟订人力资源和社会保障事业发展政策、规划，起草相关法律法规草案，制定部门规章并组织实施。
2. 拟订人力资源市场发展规划和人力资源服务业发展、人力资源流动政策，促进人力资源合理流动、有效配置。
3. 负责促进就业工作，拟订统筹城乡的就业发展规划和政策，完善公共就业创业服务体系，统筹建立面向城乡劳动者的职业技能培训制度，拟订就业援助制度，牵头拟订高校毕业生就业政策。
4. 统筹推进建立覆盖城乡的多层次社会保障体系。拟订养老、失业、工伤等社会保险及其补充保险政策和标准。拟订养老保险全国统筹办法和全国统一的养老、失业、工伤保险关系转续办法。组织拟订养老、失业、工伤等社会保险及其补充保险基金管理和监督制度，编制相关社会保险基金预决算草案，参与拟订相关社会保障基金投资政策。会同有关部门实施全民参保计划并建立全国统一的社会保险公共服务平台。
5. 负责就业、失业和相关社会保险基金预测预警和信息引导，拟订应对预案，实施预防、调节和控制，保持就业形势稳定和相关社会保险基金总体收支平衡。
6. 统筹拟订劳动人事争议调解仲裁制度和劳动关系政策，完善劳动关系协商协调机制，拟订职工工作时间、休息休假和假期制度，拟订消除非法使用童工政策和女工、未成年工特殊劳动保护政策。组织实施劳动保障监察，协调劳动者维权工作，依法查处重大案件。
7. 牵头推进深化职称制度改革，拟订专业技术人员管理、继续教育和博士后管理等政策，负责高层次专业技术人才选拔和培养工作，拟订吸引留学人员来华（回国）工作或定居政策。组织拟订技能人才培养、评价、使用和激励制度。完善职业资格制度，健全职业技能多元化评价政策。
8. 会同有关部门指导事业单位人事制度改革，按照管理权限负责规范事业单位岗位设置、公开招聘、聘用合同等人事综合管理工作，拟订事业单位工作人员和机关工勤人员管理政策。
9. 会同有关部门拟订国家表彰奖励制度，综合管理国家表彰奖励工作，承担全国评比达标表彰和省部级表彰等工作，根据授权承办以党中央、国务院名义开展的国家级表彰奖励活动。
10. 会同有关部门拟订事业单位人员工资收入分配政策，建立企事业单位人员工资决定、正常增长和支付保障机制。拟订企事业单位人员福利和离退休政策。
11. 会同有关部门拟订农民工工作的综合性政策和规划，推动相关政策落实，协调解决重点难点问题，维护农民工合法权益。
12. 负责人力资源和社会保障领域国际交流与合作工作，拟订派往国际组织职员管理制度。
13. 完成党中央、国务院交办的其他任务。

## 机构设置
根据《人力资源和社会保障部职能配置、内设机构和人员编制规定》，人力资源社会保障部设置下列机构：

### 内设机构
- 办公厅
- 政策研究司
- 法规司
- 规划财务司
- 就业促进司
- 人力资源流动管理司
- 职业能力建设司
- 专业技术人员管理司
- 事业单位人事管理司
- 外国专家服务司
- 农民工工作司
- 劳动关系司
- 工资福利司
- 养老保险司
- 失业保险司
- 工伤保险司
- 农村社会保险司
- 社会保险基金监管局
- 调解仲裁管理司
- 劳动保障监察局
- 国家表彰奖励办公室
- 国际合作司
- 人事司
- 机关党委
- 离退休干部局

### 人社部管理的国家局
加挂国家局牌子
- 国家外国专家局（副部级）

### 直属事业单位
- 机关服务中心
- 信息中心
- 宣传中心
- 统计调查中心
- 社会保险事业管理中心（社会保险技术标准评定中心）
- 中央国家机关养老保险管理中心
- 中国就业培训技术指导中心
- 职业技能鉴定中心
- 中国人事科学研究院
- 中国劳动和社会保障科学研究院
- 事业单位人事服务中心
- 教育培训中心
- 社会保障能力建设中心
- 人事考试中心（公务员考试测评中心）
- 全国人才流动中心
- 国际交流服务中心
- 留学人员和专家服务中心
- 中国人事报刊社
- 中国劳动保障报社
- 中国国际人才交流基金会
- 国外人才研究中心

### 直属企业单位
- 中国人力资源和社会保障出版集团有限公司

## 历任领导
| 部长 - 尹蔚民（2008年3月17日－2018年3月19日） - 张纪南（2018年3月19日－2022年6月24日） - 周祖翼（2022年6月24日－2022年12月30日） - 王晓萍（2022年12月30日－） 副部长 …… - 邱小平（2012年3月27日－2019年7月31日） - 汤涛（2014年9月12日－2023年3月16日） - 游钧（2015年7月10日－2021年10月29日） - 张义珍（2015年7月10日－2019年3月8日） - 张义全（2019年6月24日－2020年12月7日） - 王少峰（2021年1月12日－2023年12月20日） - 李忠（2020年2月21日－） - 俞家栋（2021年12月17日－） - 吴秀章（2023年6月21日－） - 颜清辉（2025年4月30日－） | 党组书记 - 尹蔚民（2008年3月－2018年3月） - 张纪南（2018年3月－2022年5月） - 周祖翼（2022年5月－2022年11月） - 王晓萍（2022年12月－） 党组副书记 …… 党组成员 …… - 邱小平（2012年3月－2019年7月） - 汤涛（2014年9月－2023年3月） - 游钧（2015年7月－2021年10月） - 张义珍（2015年7月－2019年3月） - 耿文清（2015年7月－2020年5月，兼纪检监察组组长） - 张义全（2019年6月－2020年12月） - 王少峰（2021年1月－2023年12月） - 李忠（2020年2月－） - 张敏（2020年5月－，兼纪检监察组组长） - 俞家栋（2021年12月－） - 吴秀章（2023年6月－） |